# Madagaskar-Grüntaube
Die Madagaskar-Grüntaube (Treron australis), auch Graunasen-Grüntaube oder Rotbug-Grüntaube genannt,  ist ein endemisch auf  Madagaskar vorkommender Vogel aus der Gattung der Grüntauben (Treron).

## Merkmale
Die Madagaskar-Grüntaube erreicht eine Körperlänge von 32 Zentimetern und ein Gewicht von 168 bis 256 Gramm. Zwischen den Geschlechtern besteht kein Sexualdimorphismus. Kopf, Hals und Brust sind gelbgrün, die Flanken graugrün gefärbt. Das Rückengefieder sowie die Armdecken sind olivgrün. Die ebenfalls olivgrünen Armschwingen sind blass gelb gesäumt, die Handschwingen schwarz. Die Steuerfedern haben eine blaugraue bis grüngraue Farbe. Der Schnabel ist hell blaugrau. Die fleischige Membran über den Nasenöffnungen ist rot, die Iris bläulich; Beine und Füße sind gelb.

## Verbreitung, Unterarten und Lebensraum
Neben der auf der Westseite Madagaskars vorkommenden Nominatform Treron australis australis ist eine weitere Unterart bekannt:  Treron australis xenius Salomonsen, 1934, die auf der Ostseite der Insel heimisch ist. Die Art besiedelt bevorzugt Küsten- und Mangrovenwälder sowie Gartengebiete von der Ebene bis in Höhenlagen von 1150 Metern.

## Lebensweise
Die Vögel ernähren sich von Früchten, in erster Linie von verschiedenen Feigen- (Ficus) sowie von Uapaca-, Abrus- und Maulbeer-Arten (Morus). Meist sind sie paarweise anzutreffen, gelegentlich jedoch auch in Gruppen von bis zu 70 Individuen. Die Brutsaison fällt in die Monate September bis Dezember. Das Nest wird von beiden Geschlechtern aus Zweigen und Moos gefertigt und hat eine flache, lockere Struktur. Es wird in großer Höhe in der Astgabel eines Baumes platziert und mit bis zu drei Eiern bestückt. Details zum Brutverhalten liegen nicht vor.

## Gefährdung
Madagaskar-Grüntauben kommen auf Madagaskar verbreitet vor und sind gebietsweise häufig. Auch auf Nosy Hara und weiteren Inseln des Nosy Hara Archipels im Norden Madagaskars sind sie zahlreich vertreten. Sie wird von der Weltnaturschutzorganisation IUCN demzufolge als  „least concern = nicht gefährdet“ klassifiziert. Da das Fleisch der Vögel als Delikatesse gilt, werden sie von der einheimischen Bevölkerung bejagt, was jedoch bisher nur zu vorübergehenden Rückgängen der Populationen geführt hat.